# Vườn quốc gia Shiretoko
Vườn quốc gia Shiretoko (知床国立公園 Shiretoko Kokuritsu Kōen) là vườn quốc gia bao phủ hầu hết bán đảo Shiretoko ở mũi đông bắc của đảo Hokkaido, Nhật Bản. Shiretoko xuất phát từ "sir etok" trong tiếng Ainu có nghĩa là "nơi Trái Đất nhô ra".

## Mô tả
Được thành lập vào ngày 1 tháng 6 năm 1964, đây là một trong số những nơi xa xôi nhất Nhật Bản, phần lớn bán đảo chỉ có thể di chuyển bằng thuyền hoặc đi bộ. Shiretoko được biết đến là nơi có quần thể gấu nâu lớn nhất Nhật Bản và là nơi có thể nhìn ra đảo Kunashir, là một nơi tranh chấp chủ quyền giữa Nhật Bản và Nga. Vườn quốc gia có thác nước nóng tự nhiên Kamuiwakka. Tên của nó trong tiếng Ainu có nghĩa là "nước của các vị thần".
Các khu rừng trong vườn quốc gia là rừng nguyên sinh ôn đới và rừng hỗn hợp núi cao. Đây là nơi có nhiều loài thực vật như Linh sam Sakhalin (Abies sachalinensis), Bạch dương Erman (Betula ermanii), Sồi Mông Cổ (Quercus mongolica). Qua khỏi giới hạn của những khu rừng là những cây Thông lùn Siberi (Pinus pumila). Ngoài quần thể gấu nâu, vườn quốc gia còn là nhà của nhiều loài động vật quý hiếm như Cáo đỏ Ezo (Vulpes vulpes schrencki), Đại bàng biển Steller (Haliaeetus pelagicus), Đại bàng đuôi trắng (Haliaeetus albicilla), Hải cẩu.
Năm 2005, UNESCO đã công nhận vườn quốc gia này là Di sản thế giới. Đã có những ý kiến về phát triển một tài sản chung này với Quần đảo Kuril của Nga để hình thành Di sản thế giới Công viên hòa bình xuyên quốc gia. Trong ranh giới vườn quốc gia là khu định cư lịch sử của người Ainu. Trung tâm du khách nằm tại thị trấn Shari

## Hình ảnh

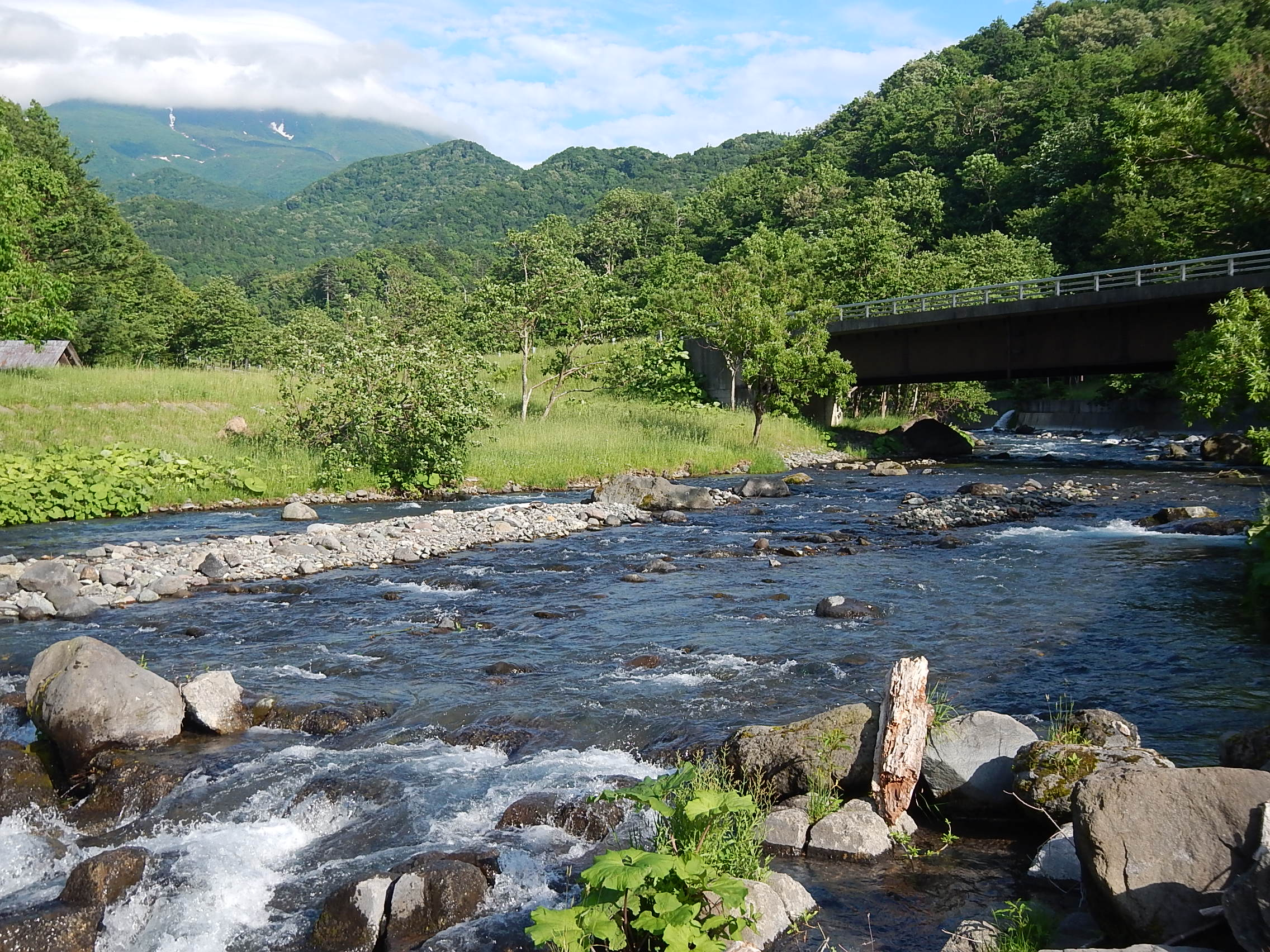
Sông Ivaobetsu
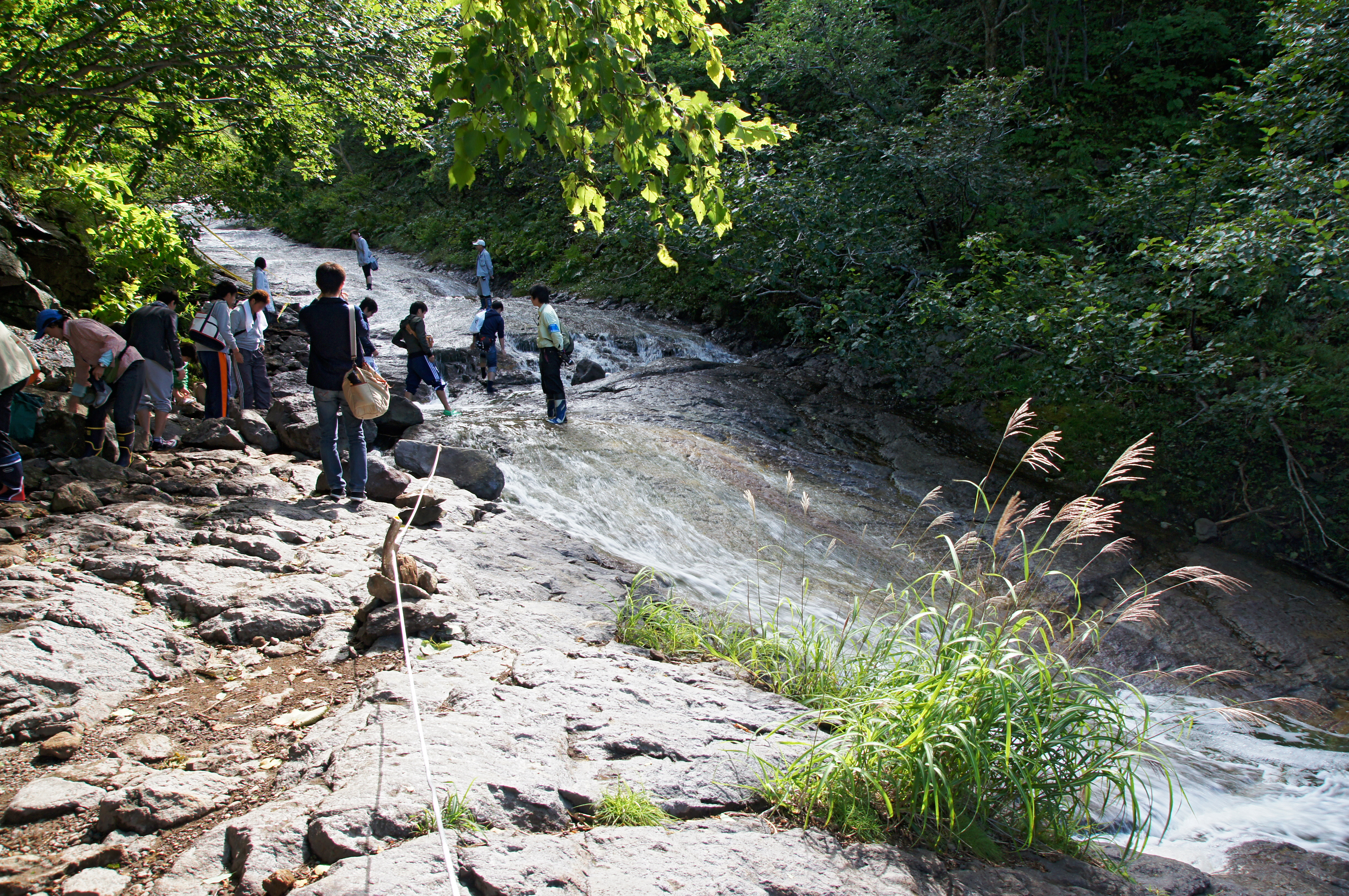
Thác Kamuivakka
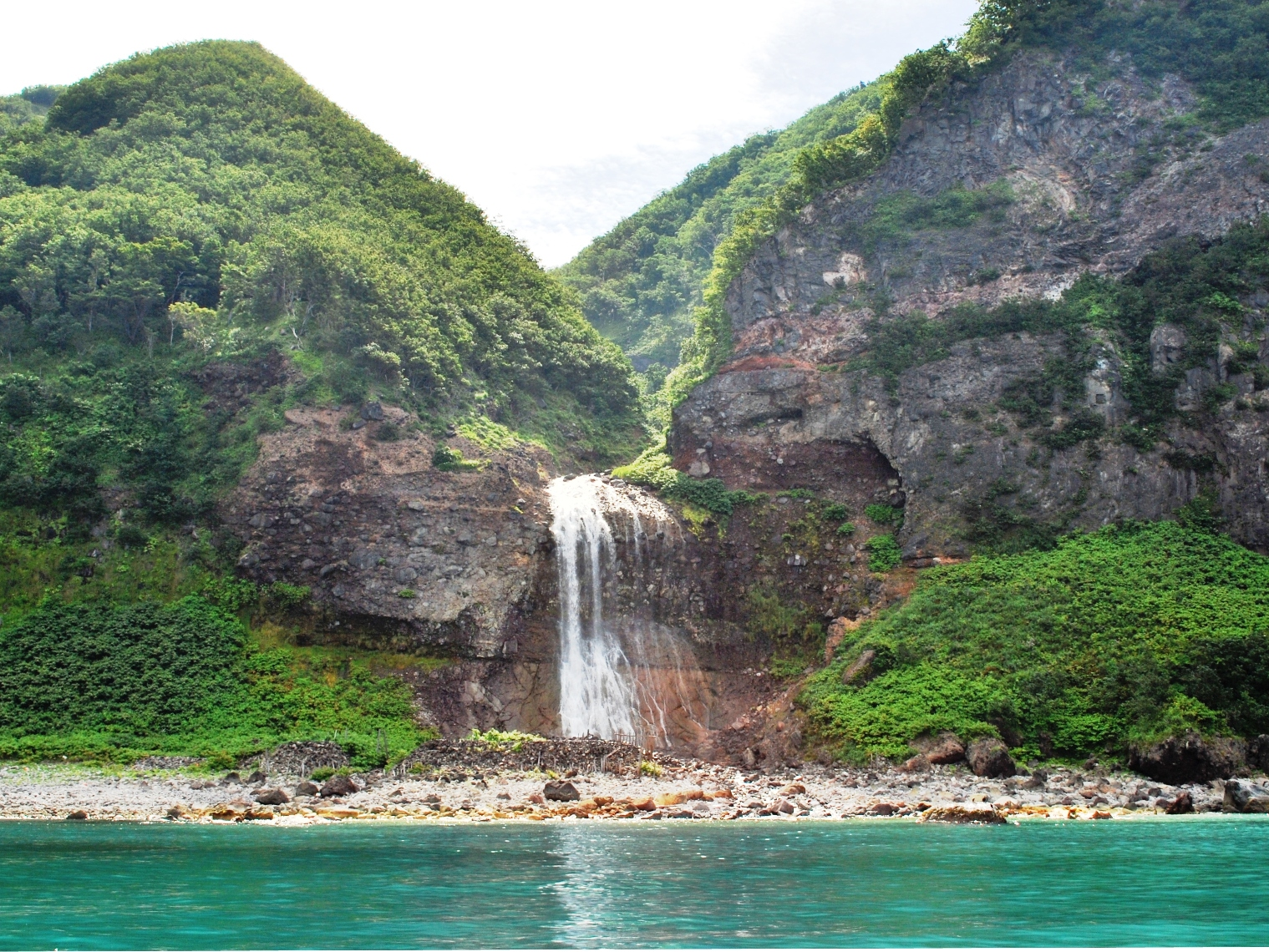
Thác Kamuivakka
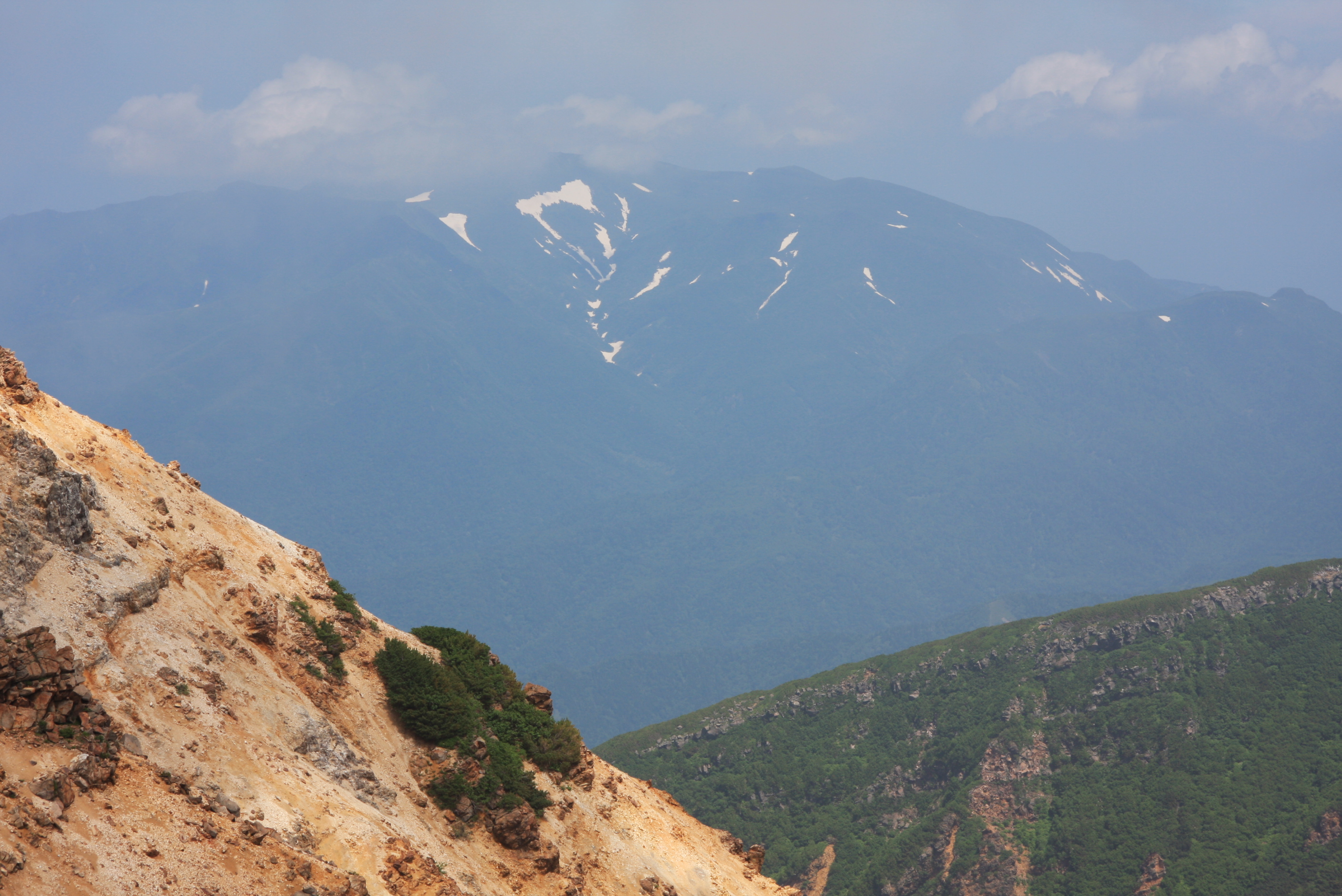
Núi Shiretoko
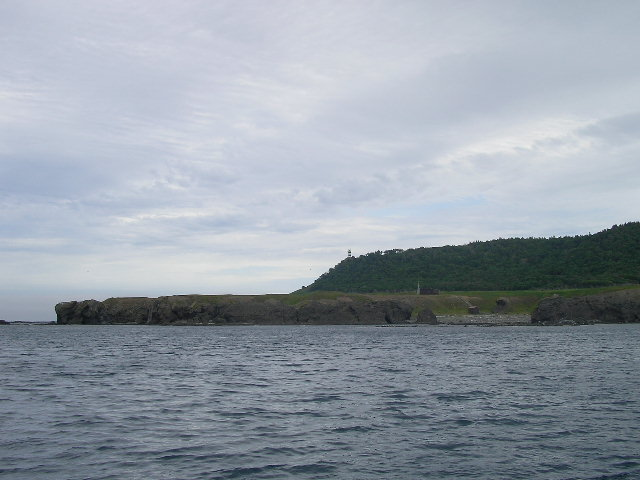
Mũi Shiretoko